# Dixiana
Dixiana est un film américain pré-Code réalisé par Luther Reed et sorti en 1930.

## Synopsis
Dixiana Caldwell et ses amis, Peewee et Ginger, sont des artistes de cirque dans le sud des États-Unis d'avant-guerre. Lorsque Dixiana tombe amoureuse d'un jeune aristocrate sudiste, Carl Van Horn, elle quitte le cirque où elle est employée et accompagne Carl dans la plantation familiale afin de rencontrer la famille de Van Horn. D'abord ravis de la nouvelle de leurs noces, le père et la belle-mère de Carl, Cornelius et Birdie Van Horn, organisent une somptueuse fête pour le couple. Cependant, Peewee et Ginger révèlent par inadvertance les antécédents de Dixiana en tant qu'artiste de cirque, ce qui provoque un scandale pour les Van Horns.

## Fiche technique
- Réalisation : Luther Reed
- Scénario : Luther Reed d'après une histoire d'Anne Caldwell
- Producteur : William LeBaron[1]
- Photographie : J. Roy Hunt
- Production : RKO Radio Pictures
- Musique : Harry Tierney
- Genre : Film musical[2]
- Durée : 100 minutes
- Date de sortie : 1er aout 1930

## Distribution
- Bebe Daniels : Dixiana Caldwell
- Everett Marshall : Carl Van Horn
- Bert Wheeler : Peewee
- Robert Woolsey : Ginger Dandy
- Joseph Cawthorn : Cornelius Van Horn
- Jobyna Howland : Birdie Van Horn
- Dorothy Lee : Poppy
- Ralf Harolde : Royal Montague
- Eddy Chandler : Blondell
- George Herman : Contortionist
- Raymond Maurel : Cayetano
- Bruce Covington :Company porter
- Bill Robinson : 'Bojangles' - Tap Dancer
- Eugene Jackson : Cupid
- Jan Duggan (en) (non créditée)

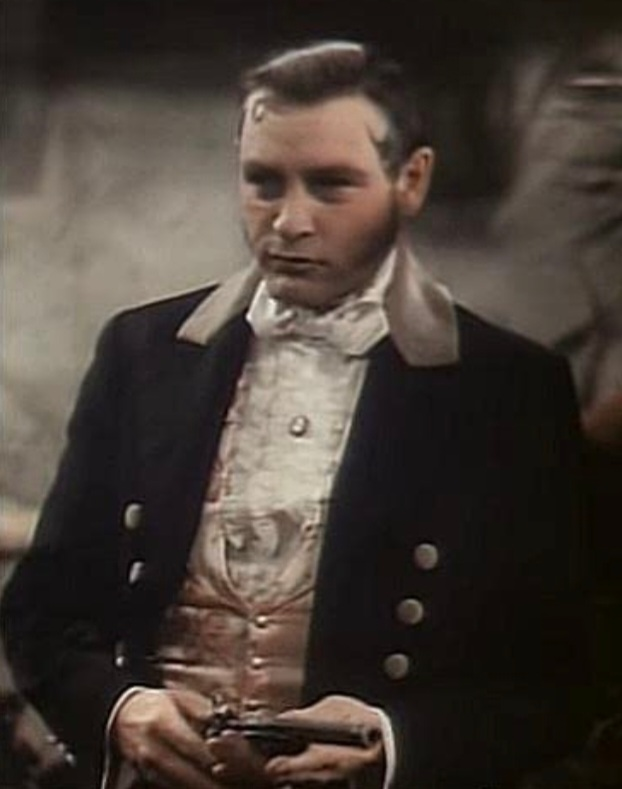
Eddy Chandler
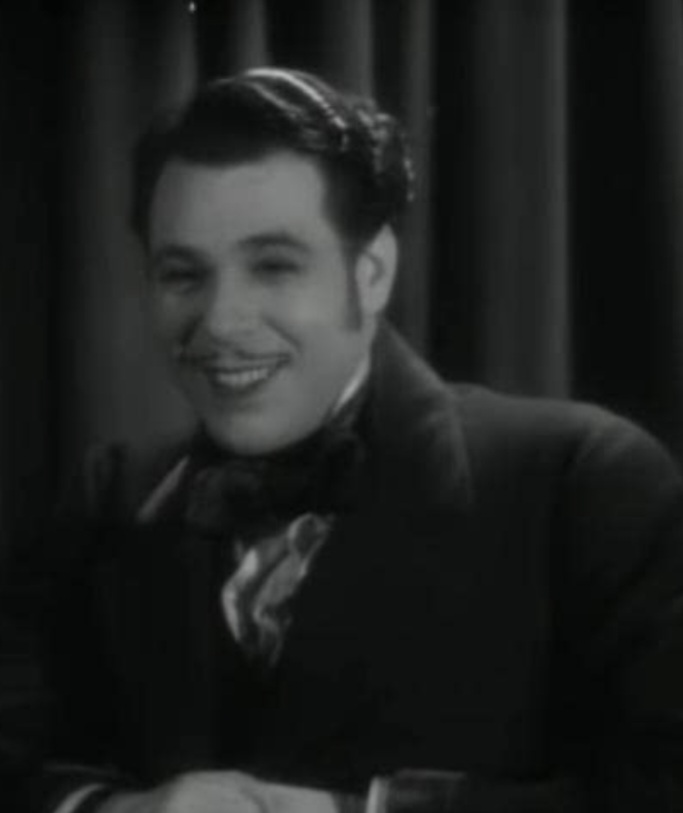
Everett Marshall
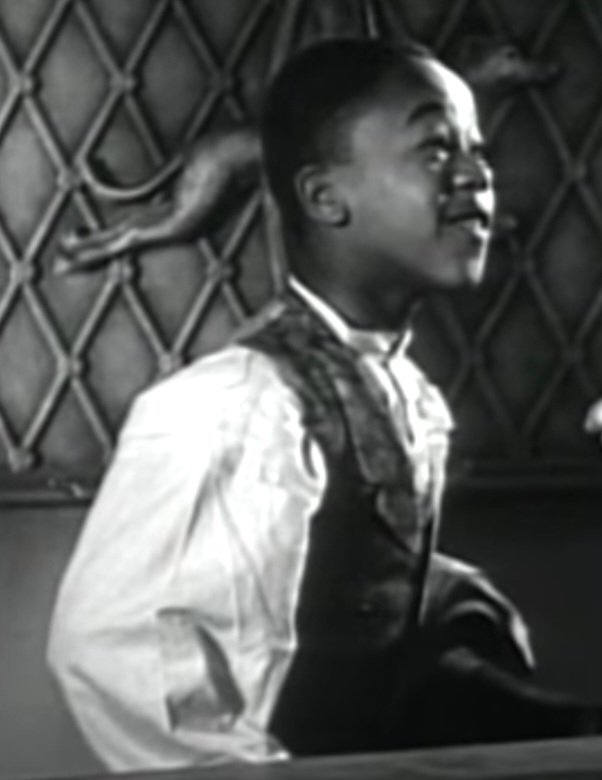
Eugene Jackson
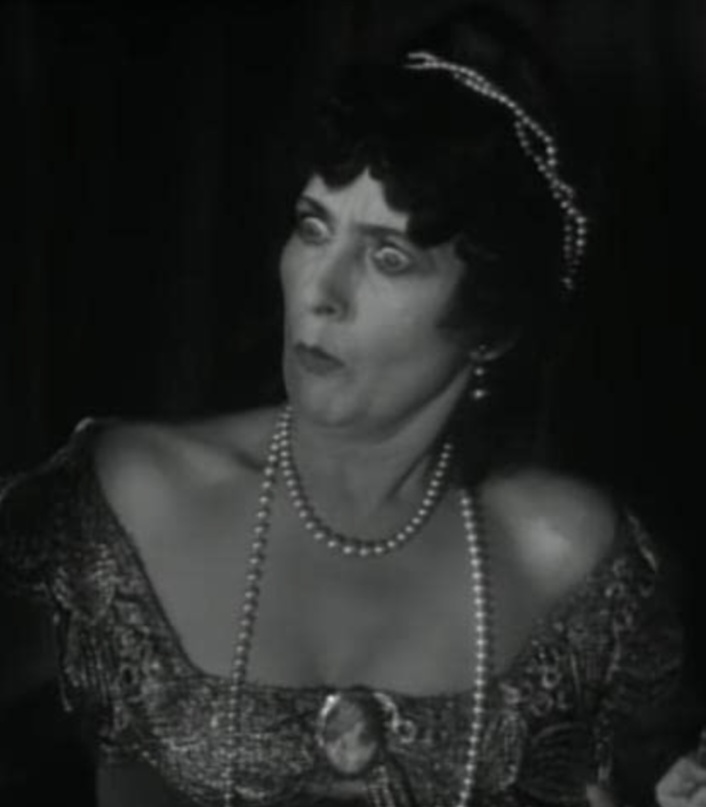
Jan Duggan
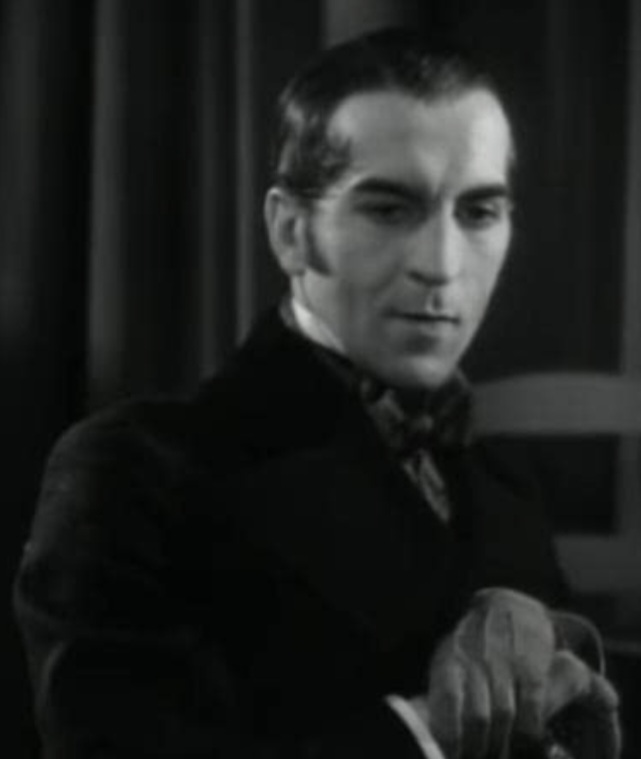
Ralf Harolde
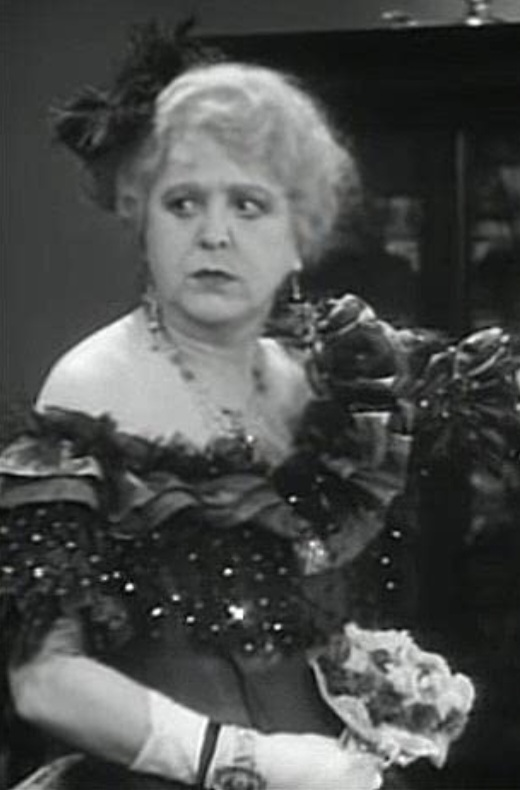
Jobyna Howland

## Statut du film
Le film est tombé dans le domaine public en 1958 quand RKO a omis de renouveler son copyright, 28 ans après sa première diffusion.